# Мельничата (Селтинський район)
Мельнича́та (рос. Мельничата) — присілок у складі Селтинського району Удмуртії, Росія.

## Населення
Населення — 71 особа (2010; 81 в 2002).
Національний склад станом на 2002 рік:
- росіяни — 68 %
- удмурти — 31 %

## Урбаноніми[3]
- вулиці — Зарічна, Мельничанська